# Grottanebulosan
Grottanebulosan eller SH2-155 är en diffus emissionsnebulosa belägen i stjärnbilden Cepheus  inom ett större nebulosakomplex av emissions-, reflektions- och mörk nebulositet. Sh2-155 är en joniserad H II-region med pågående stjärnbildningsaktivitet, på ett uppskattat avstånd av ca 2 400 ljusår) från solen.
Sh2-155 noterades 1959 först som en galaktisk emissionsnebulosa i den utökade andra upplagan av Sharplesskatalogen, som en del av den mycket större föreningen Cepheus OB3. Även om Sh2-155 är förhållandevis svag för amatörobservation, kan en del av dess strukturer ses visuellt till och med i ett måttligt storleksanpassat teleskop under mörk himlen.
Sh2-155 ligger vid kanten av Cepheus B-molnet (en del av Cepheus molekylära moln), och joniseras av unga stjärnor från Cepheus OB3-föreningen. Det har föreslagits att strålning från den heta stjärnan HD 217086 av spektraltyp O komprimerar regionen, vilket utlöser bildandet av en ny generation stjärnor. En studie av regionens unga stjärnor av Chandra-teleskopet och Spitzerteleskopet visar en ökning av stjärnålder framför molnet, vilket stöder hypotesen om utlöst stjärnbildning.